# 386년

## 연호
- 동진(東晉) 태원(太元) 11년
- 전진(前秦) 태안(太安) 2년 / 태초(太初) 원년
- 후연(後燕) 연원(燕元) 3년 / 건흥(建興) 원년
- 서연(西燕) 경시(更始) 2년 / 창평(昌平) 원년 / 건명(建明) 원년 / 건평(建平) 원년 / 건무(建武) 원년 / 중흥(中興) 원년
- 후진(後秦) 백작(白雀) 3년 / 건초(建初) 원년
- 서진(西秦) 건의(建義) 2년
- 북위(北魏) 등국(登國) 원년
- 후량(後凉) 태안(太安) 원년

## 기년
- 동진(東晉) 효무제(孝武帝) 14년
- 북위(北魏) 도무제(道武帝) 원년
- 신라(新羅) 내물 마립간(奈勿麻立干) 31년
- 고구려(高句麗) 고국양왕(故國壤王) 3년
- 백제(百濟) 진사왕(辰斯王) 2년
- 로마 제국 테오도시우스 1세 8년차

## 사건
- 가을 7월, 백제에 서리가 내려 곡식을 해쳤다.
- 8월 고구려가 백제를 공격함.